# Valborg (film)
Valborg är en svensk kortfilm från 2008 regisserad av Sanna Lenken.

## Handling
Doktorerna förbereder firandet av valborgsmässoafton. En kvinna kommer för att göra abort, men vad vill egentligen läkarna som ska utföra aborten?

## Om filmen
Filmen är inspelad på Danderyds sjukhus och visades första gången den 27 januari 2008 vid Göteborgs filmfestival.

## Rollista
- Emil Almén – läkarkandidaten
- Eva Fritjofson – sjuksköterskan
- Karin Huldt – patienten
- Polly Kisch – vårdbiträdet